# 桑德雷 (杜省)
桑德雷（法語：Cendrey，法語發音：[sɑ̃dʁɛ]）是法国杜省的一个市镇，属于贝桑松区。

## 地理
桑德雷（47°24'14"N, 6°14'41"E）面积5.52 平方千米，位于法国勃艮第-弗朗什-孔泰大區杜省，该省份为法国东部内陆省份，北起上索恩省，西接汝拉省，东部及东南部与瑞士接壤，东北部与贝尔福地区省接壤。
与桑德雷接壤的市镇（或旧市镇、城区）包括：拉里扬和米南、奥朗、鲁日蒙托、拉图尔德赛、维莱格雷洛。

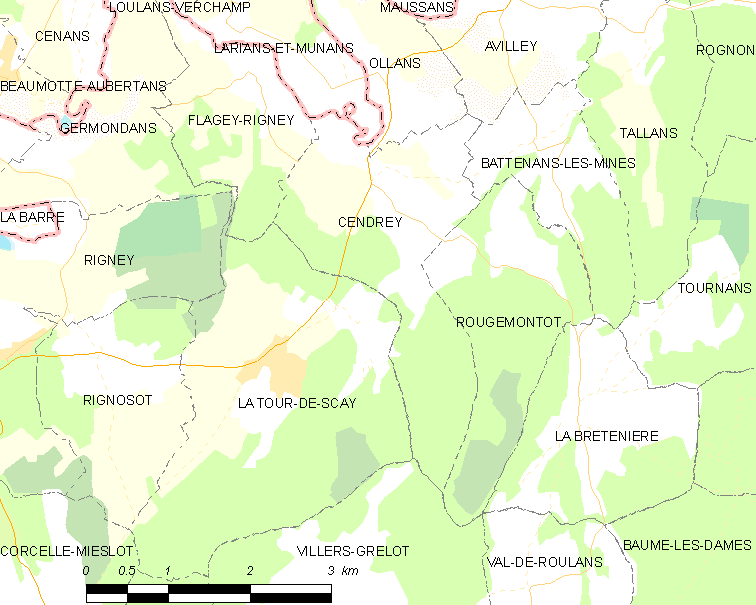
的OSM定位图

桑德雷的时区为UTC+01:00、UTC+02:00（夏令时）。

## 行政
桑德雷的邮政编码为25640，INSEE市镇编码为25107。

## 政治
桑德雷所属的省级选区为博姆莱达姆县。

## 人口

1962-2008年间人口变化图示

桑德雷于2022年1月1日时的人口数量为200人。